# Tavoletta cerata

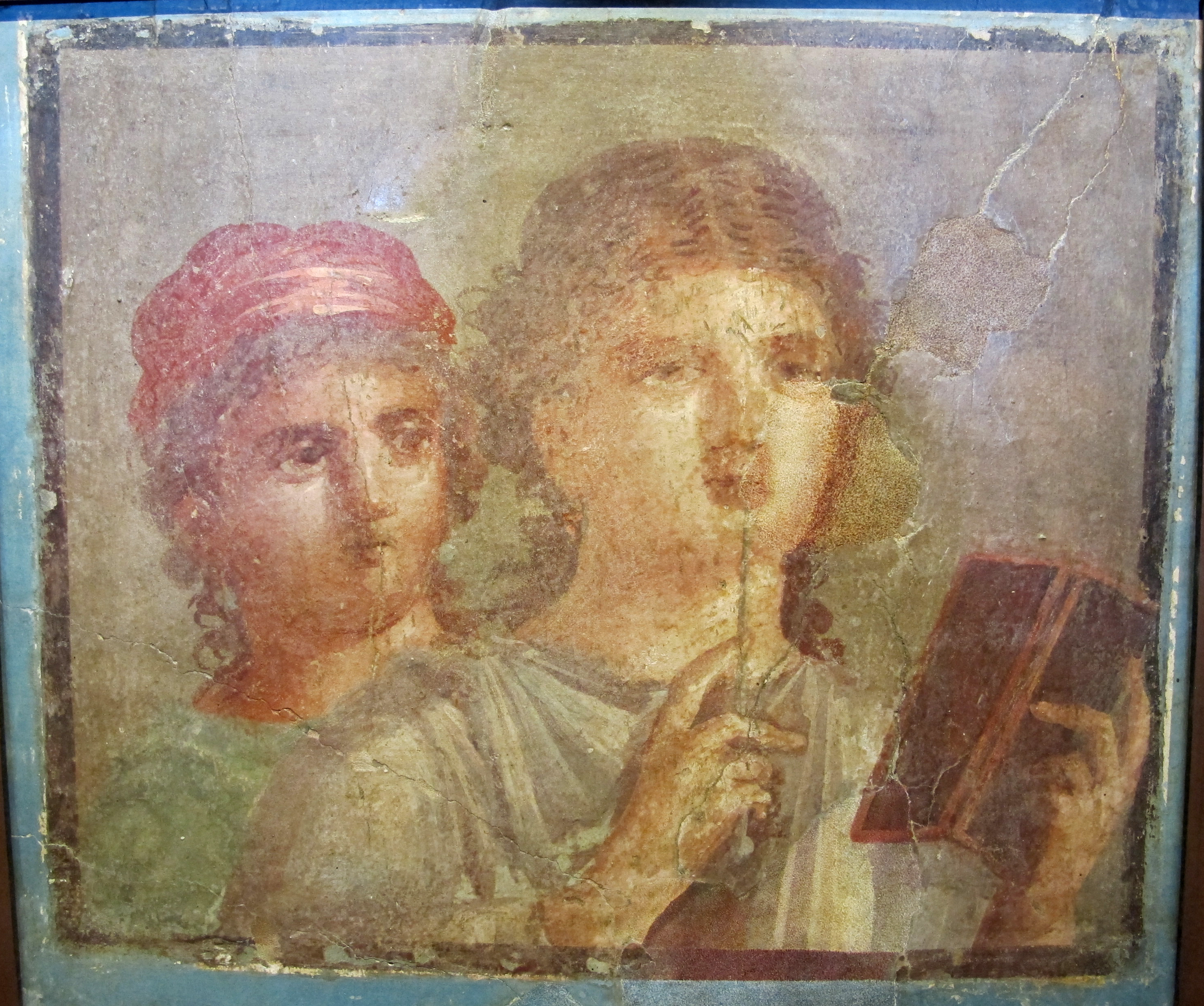
Ragazza con in mano stilo e tavoletta cerata. Affresco da Pompei. sec. I d.C.

La tavoletta cerata era uno strumento scrittorio tipico dell'antichità, ma vi sono testimonianze che ne dimostrano l'uso anche nel medioevo.

## Descrizione e utilizzo
Era costituita da alcune assicelle rettangolari di legno o d'avorio (tabulae) rivestite di cera o ceralacca, su cui il testo era tracciato a graffio tramite un apposito strumento a punta, lo stilus. La cera poteva essere raschiata e ridepositata, consentendo così sia la cancellazione del testo che il riuso del supporto.
A seconda della lunghezza del testo, era possibile utilizzare più tavolette, che venivano unite tramite fermagli metallici. A seconda del numero di tavolette utilizzate, prendevano il nome di diptychum (due tavolette), triptychum (tre), polyptychum (più di tre).
Per la realizzazione della documentazione, erano solitamente riunite in dittici o trittici con il testo in duplice redazione, ossia incise solo nella parte interna, sovrapposte l'una all'altra in maniera speculare e chiuse attraverso un filo di ferro attorcigliato intorno su cui potevano essere apposti dei sigilli di sicurezza.

## Storia

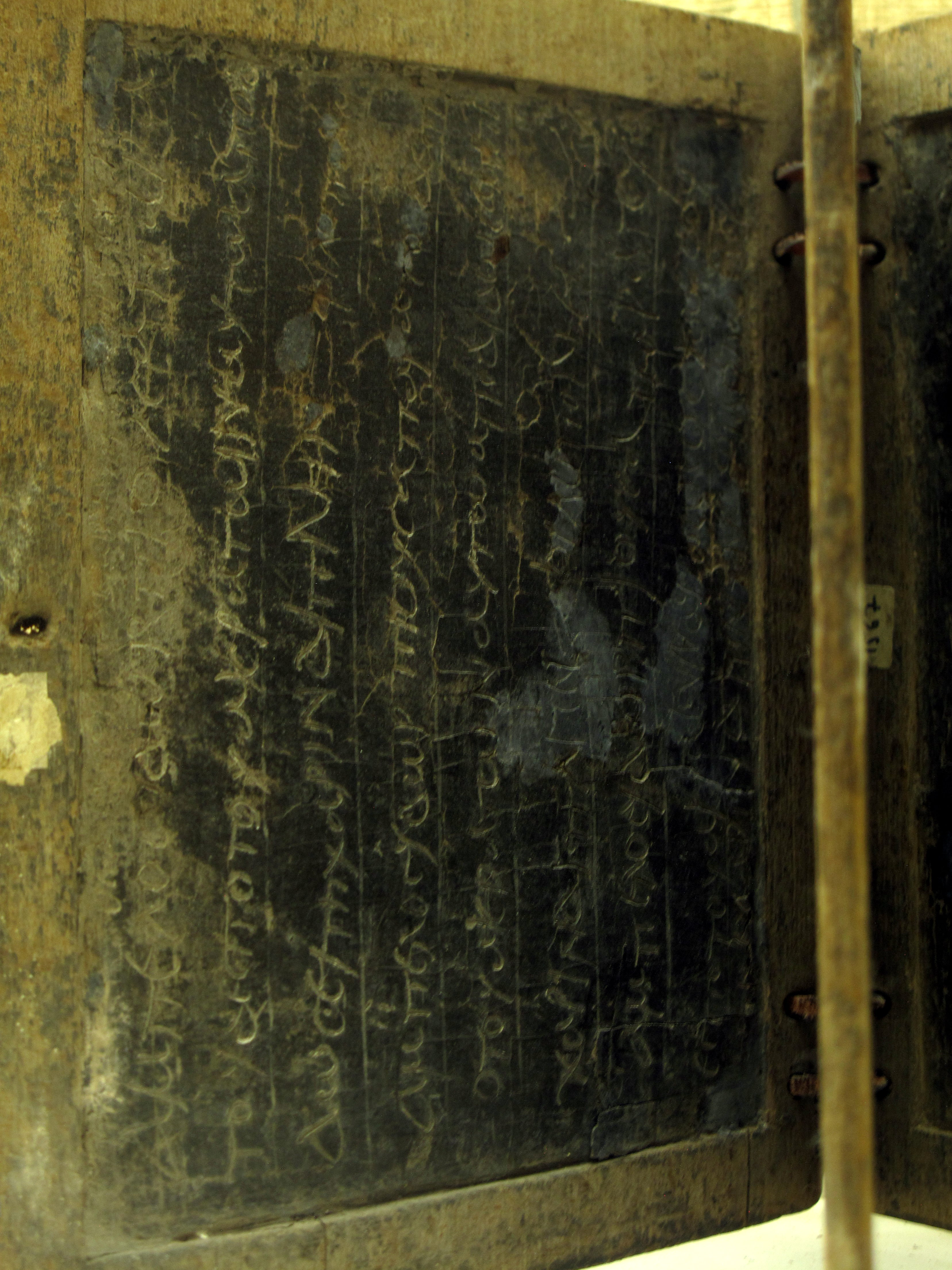
Tavolette cerate del III secolo, con esercizi di studente

Un dittico, formato da due tavolette, con cardini d'Avorio ma prive della cera, è stato ritrovato nel relitto di ULUBURUN, una nave affondata intorno al 1300 a. C. 
Il gruppo più antico è stato rinvenuto durante gli scavi di Pompei nel 1875 nella casa di Lucio Cecilio Giocondo, un banchiere: è composto da 127 tavolette risalenti agli anni 15-62 ed è conservato al Museo Nazionale di Napoli.
L'uso delle tavolette era comune in tutto il territorio dell'impero romano, anche dopo la sua caduta fino al XII secolo.
Oltre alle tipiche tavolette cerate, ne esistevano altre in avorio, cerate all'interno e scolpite all'esterno, che prendevano il nome di dittici consolari, poiché erano un'offerta che consoli o magistrati romani donavano ad amici e parenti in occasione della propria nomina.
Il più antico dittico consolare di cui si ha testimonianza risale al 388 e si trova a Madrid.
Nei secoli successivi, i dittici in avorio furono utilizzati per la rilegatura di libri liturgici e di pregio.